# Festival international du film de Guanajuato
 (juin 2017).
Si vous disposez d'ouvrages ou d'articles de référence ou si vous connaissez des sites web de qualité traitant du thème abordé ici, merci de compléter l'article en donnant les références utiles à sa vérifiabilité et en les liant à la section « Notes et références ».
Le Festival international du film de Guanajuato, (espagnol : Festival Internacional de Cine de Guanajuato) est un festival de cinéma international annuel, qui se déroule depuis 1997 durant la dernière semaine de juillet dans les villes de San Miguel de Allende et Guanajuato au Mexique. Il était auparavant connu sous le titre Festival international du film Expresión en Corto (espagnol : Expresión en Corto International Film Festival)
Comme organisation à but non lucratif et événement culturel non payant au public, en 2007, le festival a attiré plus de 77 000 personnes et reçu plus de 1 300 films de plus de 70 pays.

## Présentation
Plus de 400 films en compétition ont été projetés de 10h à 4h du matin tous les jours dans 16 salles, et des lieux inhabituels comme le Jardin Principal de San Miguel de Allende, les tunnels de Guanajuato (projections de films underground), les marches de l’Université de Guanajuato en plein air, le musée des momies ou les cimetières des deux villes, où sont projetés des films d’horreur dont la sélection est faite par un réalisateur connu (en 2007 les films présentés dans cette section ont été sélectionnés par Guillermo del Toro)

## Catégories en compétition, hommages et marché international du film
Les films en compétition et hors compétition sont projetés dans des lieux plus conventionnels tels que le Théâtre Angela Peralta (SMA), Le Centre Culturel Ignacio Ramirez - EL Nigromante (SMA), le Théâtre Santa Ana (SMA), l’Hôtel Villa Jacaranda (SMA), le Galerie Kunsthaus Santa Fe (SMA), l’Auditorium de l’État de Guanajuato(GTO) et le Théâtre Principal de Guanajuato.
Le Festival organise aussi des conférences, des cérémonies d’hommages et chaque année ouvre le Marché International du Film pour réunir des producteurs, distributeurs et institutions financières internationales.
En dix ans le Festival Expresión en Corto est ainsi devenu la plus grande compétition internationale de courts métrages en Amérique Latine.
La compétition internationale est la plus importante du Mexique avec des films en compétition dans des catégories qui incluent : courts métrages de fiction, courts métrages d'animation, courts métrages expérimentaux, documentaires (courts métrages et longs métrages), et première œuvre de fiction mexicaine (longs métrages).
Chaque année le festival organise aussi des ateliers, des conférences et des hommages à des réalisateurs de films mexicains et internationaux.
Ces dernières années Expresión en Corto a rendu hommage aux réalisateurs de film nationaux et internationaux suivants : Tim Burton, Kenneth Anger, Oliver Stone, Irvin Kershner, Gaspar Noé, Felipe Cazals, Josefina Echanove, Patricia Reyes Espinola, Diana Bracho, María Rojo, Miguel Zacarías, Rafael Inclán, Julio Alemán, Manuel Esperón et Marga López, pour n’en citer que quelques-uns.
En association avec Women In Film and Television International, Expresión en Corto célèbre chaque année les femmes les plus accomplies du cinéma comme : Brigitte Broch, Katy Jurado, Angélica Aragón, Gloria Schoemann, Carmen Montejo, Silvia Pinal, Ana Ofelia Murguía, Ofelia Medina, Carla Estrada et Maria Elena Velasco, pour n’en citer que quelques-unes.
Le festival organise chaque année un marché international du film, rassemblant les producteurs internationaux, les distributeurs et des instituions financières internationales dans le but de favoriser des coproductions et aider à financer les meilleurs projets mexicains (longs métrages et documentaires) en cours de développement.

## Pays invité d’honneur
Chaque année Expresión en Corto invite un pays d'honneur, et présente une sélection du meilleur cinéma de ce pays. Les années précédentes, le Canada, l'Espagne, l'Allemagne, le Brésil, la France et les États-Unis ont été des pays invités d honneur.
Pour sa 11e édition du 18 au 27 juillet 2008, le festival accueillera l'Inde en tant que pays invité d honneur.
Des institutions internationales de cinéma reconnues mondialement et qui ont participé ou travaillé en collaboration avec Expresión en Corto incluent :le Festival de Cannes,le Festival international du court-métrage de Clermont-Ferrand, International Short Film Festival Oberhausen, Festival de Cine de Huesca, Annecy International Animated Film Festival, Canal+, Academy of Motion Picture Arts and Sciences, American Film Institute, Museum of Modern Art, Berkeley Art Museum and Pacific Film Archive, Texas Archive of the Moving Image, Frameline, Outfest, MIX NYC, South by Southwest, Palm Springs International Film Festival, Chicago International Film Festival, Festival du film de TriBeCa, Sundance Institute and the University of Southern California and the University of Texas at Austin film departments.

## Thème
Chaque édition d'Expresión en Corto se focalise sur un thème central. Les thèmes précédents incluent : "dans la terre de l’aveugle", "sept vertus et sept péchés", "censure, autocensure et provocation" et "Nouvelle Vague".
Chaque édition organise des programmes spéciaux de films classiques consacrés à chaque thème et invite des réalisateurs, des auteurs, des chercheurs et des historiens internationaux à donner des conférences sur le thème central. En 2008, le festival aborde le thème de l'"identité", ou l'identification ou la représentation d'un pays ou d'une culture par son héritage historique et cinématographique.